# Nowe Miasto nad Pilicą (gmina)
Nowe Miasto nad Pilicą (do 1954 gmina Góra) – gmina miejsko-wiejska w województwie mazowieckim, w powiecie grójeckim. W latach 1975–1998 gmina położona była w województwie radomskim.
Siedziba gminy to Nowe Miasto nad Pilicą.
Według danych z 30 czerwca 2004 gminę zamieszkiwało 8381 osób.

## Struktura powierzchni
Według danych z roku 2002 gmina Nowe Miasto nad Pilicą ma obszar 158,47 km², w tym:
- użytki rolne: 65%
- użytki leśne: 22%

Gmina stanowi 11,46% powierzchni powiatu.

## Demografia

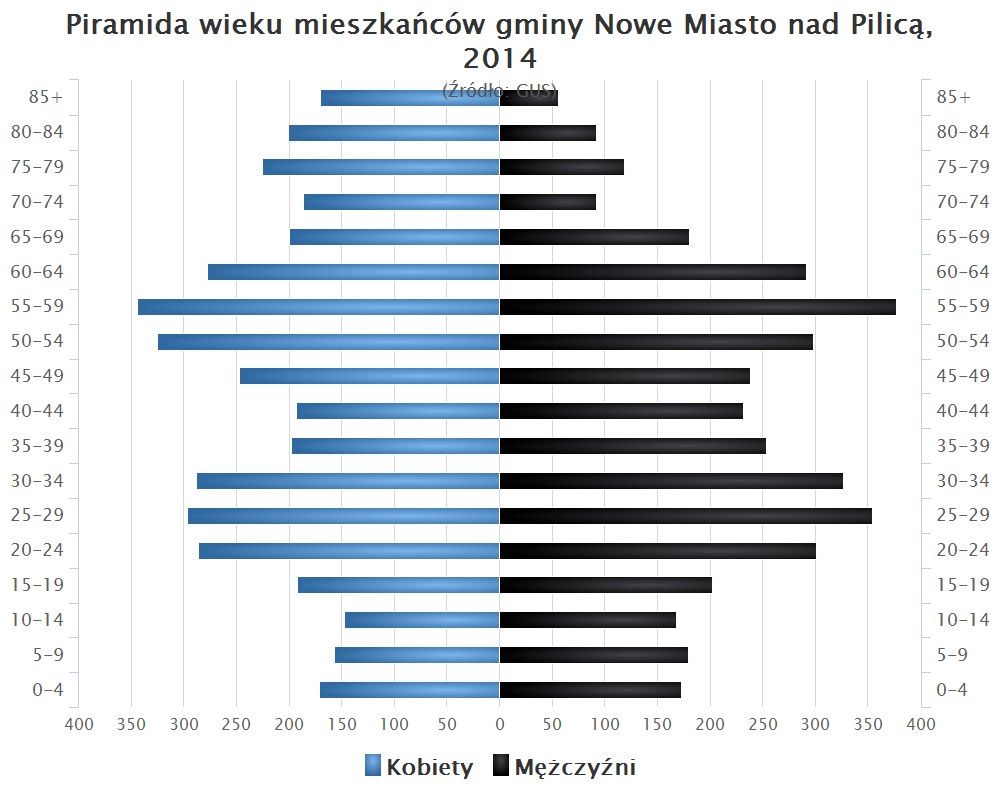
Piramida wieku mieszkańców gminy Nowe Miasto nad Pilicą w 2014 roku

Dane z 30 czerwca 2004:
| Opis                              | Ogółem | Ogółem | Kobiety | Kobiety | Mężczyźni | Mężczyźni |
| --------------------------------- | ------ | ------ | ------- | ------- | --------- | --------- |
| jednostka                         | osób   | %      | osób    | %       | osób      | %         |
| populacja                         | 8381   | 100    | 4301    | 51,3    | 4080      | 48,7      |
| gęstość zaludnienia (mieszk./km²) | 52,9   | 52,9   | 27,1    | 27,1    | 25,7      | 25,7      |

## Sołectwa
Bełek, Bieliny, Borowina, Dąbrowa-Józefów, Domaniewice, Godzimierz, Gostomia, Jankowice, Łęgonice, Nowe Bieliny, Nowe Łęgonice, Nowe Strzałki-Zalesie, Pobiedna, Promnik, Prosna-Gilówka, Rokitnica, Rosocha, Rudki, Sacin, Sańbórz, Strzałki, Świdrygały, Wał, Wierzchy, Wola Pobiedzińska, Wólka Ligęzowska-Wólka Magierowa, Żdżarki, Żdżary.
Miejscowości bez statusu sołectwa: Czerwona Karczma, Waliska

## Sąsiednie gminy
Cielądz, Klwów, Mogielnica, Odrzywół, Rzeczyca, Sadkowice, Wyśmierzyce